# Diaphorus becvari
Diaphorus becvari är en tvåvingeart som beskrevs av Olejnicek 2005. Diaphorus becvari ingår i släktet Diaphorus och familjen styltflugor.
Artens utbredningsområde är Thailand. Inga underarter finns listade i Catalogue of Life.